# 리자만
리자만(중국어: 李佳蔓, 병음: Lǐ Jiāmàn, 한자음: 이가만, 1997년 8월 18일~)는 중화인민공화국의 양궁 선수이다. 2024년 하계 올림픽 여자 단체전에서 은메달을 획득했다.